# Peptoniphilus asaccharolyticus
Peptoniphilus asaccharolyticus è una specie di batterio appartenente alla famiglia delle Peptostreptococcaceae.